# Dynamite (píseň, Christina Aguilera)
"Dynamite" je píseň americké popové zpěvačky Christiny Aguilery. Píseň pochází z jejího prvního výběrovégo alba Keeps Gettin' Better: A Decade of Hits. Produkce se ujala producentka Linda Perry.

## Hitparáda
| Země      | Umístění |
| --------- | -------- |
| Indonésie | 12       |
| Chile     | 75       |